# Positionierung (Marketing)
Die Positionierung im Marketing bezeichnet das gezielte, planmäßige Schaffen und Herausstellen von Stärken und Qualitäten, durch die sich eine Marke – ein Unternehmen / eine Organisation, ein Produkt oder eine Dienstleistung – in der Einschätzung der Zielgruppe klar und positiv von anderen Produkten oder Dienstleistungen unterscheidet. David Ogilvys Definition der Positionierung lautete kurz: „Was das Produkt leistet – und für wen.“
Dabei geht die Positionierung von der Abbildung des Meinungsbildes zu einem Meinungsgegenstand (z. B. Sach- oder Dienstleistung) in einem psychologischen Marktmodell aus. Diese Modelle zeichnen sich durch eine Kombination marketingtheoretischer, psychologischer und biologischer Erkenntnisse aus.

## Positionierungsmodell

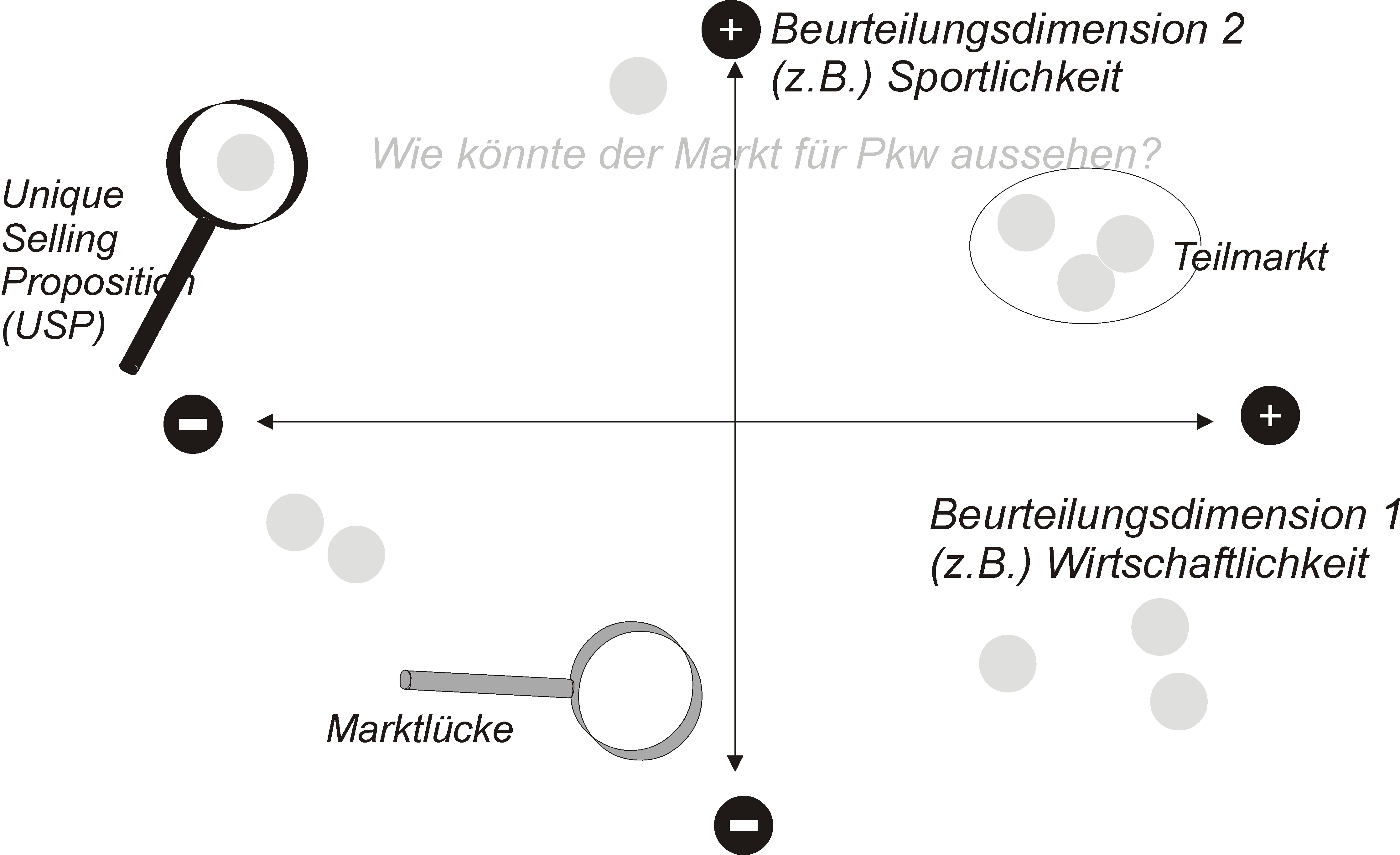
Positionierungskreuz

Als konstitutive Elemente eines Positionierungsmodells gelten:
- (abzubildende) konkurrierende Sach-/Dienstleistungen im relevanten Markt;
- die zur Unterscheidung der konkurrierenden Sach-/Dienstleistungen notwendigen, von den Käufern empfundenen Produktcharakteristika und emotionalen Assoziationen, welche als Koordinatenachsen dargestellt werden;
- Angaben über die Präferenzen der möglichen oder tatsächlichen Kunden für einzelne Produkte/Dienstleistungen sowie für die Idealleistung bzw. Idealwahrnehmung.

Die Analyse der Marktposition, welche in der Regel eine Befragung der möglichen und tatsächlichen Kunden voraussetzt, bietet folgende strategische Handlungsmöglichkeiten
- Annäherung der wahrgenommenen emotionalen und faktischen Leistung an das Ideal durch alle geeignet erscheinenden Marketing-Maßnahmen, z. B. Produkt- und Packungsauftrittwerbliche Kommunikation;
- Optimierung der Wahrnehmung relevanter Merkmale durch Annäherung an Idealpositionen;
- Entdecken und Bearbeiten von Marktnischen mit speziellen Bedürfnisprofilen.

## Multivariate Methoden zur Veranschaulichung von Positionierungen
Eine Positionierung in Relation zu Wettbewerbern können u. a. folgende statistischen Methoden darstellen: multidimensionale Skalierung, Faktorenanalyse, Conjoint-Measurement und Logit-Modell.
Gemäß der Prämisse, dass „ein Bild mehr wert ist als tausend Zahlen“, werden meist zwei- bis dreidimensionale Räume als Ergebnis dargestellt, wobei die Dimensionen meist (im- oder explizit) vielfältig untereinander korrelieren und die Räume eigentlich eine viel höhere Dimensionalität aufweisen müssten.
Die relativ einfache Anwendbarkeit von Standardcomputerprogrammen und die verhältnismäßig komplizierte mathematische Struktur der Verfahren verleiten dazu, bei der Interpretation der Ergebnisse über die vom Verfahren abgesteckten Grenzen hinauszugehen. So ist häufig zu beobachten, dass numerische oder geometrische Beziehungen zwischen den Variablen interpretiert werden, die sich unter den willkürlich wählbaren zulässigen Transformationen der Verfahren verändern. Dies schafft die Gefahr, dass Zufälligkeiten Bedeutung beigemessen wird, die weder von den Daten, noch vom Modell, noch von der Darstellungsrelation impliziert werden. Diese können wiederum in Missinformationen und strategischen Fehlentscheidungen des Managements resultieren.
Es kann daher vermutlich wenig überraschen, dass die Umsetzung der Erkenntnisse aus zwei- bis dreidimensionalen Positionierungsräumen in der Praxis weit hinter den ursprünglichen Erwartungen zurückgeblieben ist. Auch die umfassende Analyse aller Veröffentlichungen von Wedel und Kamakura sowie die 25-Jahre-Jubiläums-Analyse dieses Themas durch Jerry Wind konnten nur über wenige nachhaltige Positionierungs- oder Segmentations-Erfolge auf dieser Basis berichten.
In der Praxis hat sich eine andere qualitativ-quantitative Vorgehensweise bei der Positionierung von Marken und Produkten oder Dienstleistungen bewährt, wie eine zunehmende Anzahl von spektakulären Markterfolgen (siehe Fallstudien) beweist.

## Prozessphasen der klassischen Positionierungsvorgehensweise
- Bestimmung der relevanten Positionierungsobjekte
- Ermittlung relevanter Bewertungsdimensionen
- Ermittlung der Objektwahrnehmung
- Erstellung des Positionierungsraumes (z. B. mittels multidimensionaler Skalierung)
- Interpretation des Objektraumes (Prüfung der Interpretation durch Property Fitting)
- Formulierung einer Positionierungsstrategie

## Positionierung als Zielsetzung und integrierende Klammer
Bereits für Hans Domizlaff (1939) war „das Ziel der Markentechnik die Sicherung einer Monopolstellung in der Psyche der Verbraucher“. Die Positionierung umreißt als Zielsetzung die nachhaltig zu befriedigenden emotionalen und faktischen Bedürfnisse der Zielgruppe. Sie bildet die integrierende Klammer für den Einsatz aller geeignet erscheinenden Marketinginstrumente, um einem Angebot einer Marke eine fest umrissene Bedeutung zu verschaffen. Zielsetzung ist es, die Marke so zu profilieren, dass die Zielgruppe das Angebot
1. zu erwerben wünscht und
2. von allen anderen Wettbewerbsangeboten unterscheidet.[5]

Emotionen, Intuitionen, Erinnerungen, Denkschablonen oder gar Instinkte – wenn aus Menschen Kunden werden, spielt das Unterbewusstsein fast immer eine entscheidende Rolle. Mit vernünftigen Überlegungen – etwa bezüglich Preis und objektiver Leistung – haben Verhaltensentscheidungen nur teilweise zu tun. Nach den Erkenntnissen der modernen Hirnforschung verhalten sich Menschen keineswegs bewusst und rational. Über 95 % aller menschlichen „Entscheidungen“ werden anhand unbewusster und emotionaler Bewertungskriterien getroffen. Deswegen ist die präzise Kenntnis und gezielte Ansprache von Emotionen der entscheidende Wettbewerbsvorteil.
Die richtige Positionierung ist ein entscheidender Erfolgsparameter, wie zahlreiche Fallstudien beweisen. Die Erfahrung zeigt, dass der Erfolg von Marken-Positionierungen immer ein Grenzproblem darstellt: Nur wenn eine Marke ein emotionales und faktisches Bedürfnis sehr präzise trifft, besteht eine echte Chance auf durchschlagenden Erfolg. Wettbewerbsvorteile können daher nur auf einem soliden Wissen an Kundenkenntnissen und den ermittelten Ursache-Wirkungs-Ketten basieren, wie sie ursächlich zu ihren Wahlentscheidungen kommen. Der Rest sollte als das angesehen werden, was es ist – als „eine Lotterie“. Es bedarf spezieller qualitativer und quantitativer Methoden, um diese herauszuarbeiten.
In der hierfür erforderlichen Marktforschung geht es letztlich nicht darum, ein komplexes Motivationsgefüge aufzuzeigen, sondern vor allem darum, den wirklichen, zentralen – meist emotionalen – Kaufgrund herauszuarbeiten und in einem Positionierungsgedanken mit einem bis fünf Worten zu benennen. (Denn angesichts von circa 80 Milliarden Euro an Kommunikationsdruck, 56.000 beworbenen Marken und einem durchschnittlichen aktiven Wortschatz von 2.500 Worten ist erfahrungsgemäß mehr ohnehin in der Konsumentenerinnerung nicht durchsetzbar.)
Prinzipiell ist in jeder „Positionierungs-Strategie“ enthalten, was eine adäquate Marktanalyse zu diesem Zwecke ausmacht. Aber in nahezu allen Fällen wird dies nicht konsequent genug in strategischer Marktforschung analysiert. Die meisten Studien weisen gravierende Lücken auf und decken nicht hinreichend die fünf erforderlichen Dimensionen ab:
- „emotionaler Benefit“ / Nutzenversprechen
- „faktischer Benefit“ / Nutzen
- „Reason Why“, „Reason to believe“
- Verwendungssituation(en)
- Tonalität und Umsetzungsstil (Lifestyle, Limbic Personality)

Zur Herausarbeitung der besten Positionierungs-Optionen für eine Marke empfiehlt es sich, die zunehmend komplexen Märkte von heute auf diesen fünf Ebenen zu analysieren und zu verknüpfen, wie eine zunehmende Anzahl von spektakulären Markterfolgen zeigt. Zudem sollte sichergestellt werden, dass die angestrebte Positionierung zu der Kultur und den inneren Erfolgsmustern eines Unternehmens passt.
Bei der optimalen Positionierung von Marken hat sich der folgende iterative strategische Suchpfad bewährt:
1. Versuchen Sie, den zentralen oder einen übergeordneten Kategorie-Benefit direkt zu besetzen. Wenn es Ihrer Marke gelingt, den zentralen emotionalen und faktischen Verwendungsgrund der Warengruppe in der Wahrnehmung der Konsumenten unmissverständlich an sich zu binden, wird sie fast zwangsläufig zum Marktführer. (Erfolgsbeispiele: ACC akut, Axe, Dymo Labelwriter, Krombacher, Leitz, Odol med 3)
2. Können Sie den zentralen Kaufgrund der Kategorie durch einen überlegenen Reason why dominieren? (Erfolgsbeispiele: Landliebe, Langnese Cremissimo, Valensina)
3. Kommunizieren Sie den zentralen Kategorie-Nutzen anders (Erfolgsbeispiel: Jever)
4. Besetzen Sie den zentralen Kategorie-Benefit in einer anderen Verwendungs-Situation (Erfolgsbeispiele: Jules Mumm, Odol Mundspray, WD-40)
5. Versuchen Sie neue viel versprechende Marktsegmente anzusprechen (Erfolgsbeispiele: Beck's Gold, Wrigley Extra)

## Exemplarische Fallstudien-Beispiele

### Zur Wichtigkeit den zentralen Kategorie-Nutzen zu besetzen
Eine Marke wird nahezu zwangsläufig Marktführer, wenn es dieser Marke gelingt, den zentralen emotionalen und faktischen Verwendungsgrund für die Warengruppe in der Konsumentenwahrnehmung dominant zu besetzen. Die Nachvollziehbarkeit dieser Gesetzmäßigkeit dürfte durch ein paar exemplarische Fallstudien erhöht werden.

#### Axe: „Der Duft, der Frauen provoziert“
In der Ausgangslage waren alle Wettbewerber auf dem Männer-Deo-Markt auf „Geruchsvermeidung“ (oder positiv ausgedrückt „soziale Akzeptanz“) positioniert. Das an sich unveränderte Amber- und Moschus-Produkt der Marke Axe besetzte mit dem Claim „Der Duft, der Frauen provoziert“ erfolgreich den emotionalen Kategorie-Kern-Benefit. Der Erfolg im Markt: Die Umsätze stiegen innerhalb weniger Jahre von 1,3 Millionen Euro auf über 70 Millionen Euro allein in Deutschland. – Die Marke wurde zudem auch international ein Erfolg und ist bis heute Marktführer geblieben.

#### Blend-a-med / Odol med 3
Blend-a-med war lange Marktführer im deutschen Zahncrememarkt bis in die 1990er Jahre, obgleich das Produkt nicht gut schmeckte und auf einer technisch überholten Produktbasis (Putzkörper: Kreide) beruhte. Aber die Marke hatte offensichtlich in der Konsumentenwahrnehmung einen wirksamen und überlegenen Reason to believe: „Die gibt der Zahnarzt seiner Familie“.
Dieser Slogan suggerierte den Konsumenten als Vorteil die umfassendste Vorsorge. Er kommunizierte gleichzeitig einen scheinbaren Beweis: Der Zahnarzt weiß am besten Bescheid und gibt nur die beste Zahncreme seiner Familie. Alle anderen Wettbewerber konzentrierten sich auf spezifische Nutzen wie etwa Parodontose, Karies oder Zahnbelag und konnten deshalb die Position von Blend-a-med lange nicht gefährden.
Im Versuch, noch mehr Käufer zu gewinnen, gab Blend-a-med diese Position damals auf. Es wurde eine Vielzahl von Varietäten mit verschiedenen spezifischen Teilnutzen auf den Markt gebracht: Gegen Parodontose, gegen Karies, gegen Zahnstein, im Spender usw. Durch verschiedene „Nutzen“ glaubte man, gleichzeitig verschiedene Käufersegmente ansprechen und überzeugen zu können. Im Markt wirkte diese zunehmende Produktangebots-Vielfalt jedoch negativ und verwirrend. Anstatt zu wachsen, verlor Blend-a-med deutlich Marktanteile. Denn die Konsumenten reagierten zunehmend verunsichert, welche Zahncreme sie nutzen sollten. Die Verbraucher wünschten sich aber eigentlich nicht viele unterschiedliche Spezialprodukte, sondern eine umfassende Vorsorge für Zähne und Zahnfleisch.
Die Marktführerschaft ging an Odol med 3, die als Gegenposition eine dreifach Prophylaxe (und über Marken-Assoziationen auch noch Frische) und somit einen umfassenden Rundum-Schutz für Zähne und Zahnfleisch bietet. Mehr Nutzen war in diesem Falle also auch mehr.

#### Leitz: „Alles im Griff“
Mit dem Claim „Alles im Griff“ besetzte Leitz erfolgreich den faktischen und emotionalen Kategorie-Kern-Benefit für Sekretäre und (selbstständige) Unternehmer. Im schwierigen Büroartikelmarkt konnte Leitz so den Marken-Turn-around bereits im ersten Werbeflight mit geringem Budget erreichen (Eingesetzte Methoden: qualitative Methoden, WerbeWirkungs-Pretest, Media-Platzierungs-Research).

#### Levi’s
Levi’s hatte ursprünglich mit der in herausgearbeiteten „Anti-Establishment/Anti-Erwachsenen“-Positionierung in Europa riesigen Erfolg. In den damaligen Filmen wurden „junge Loser durch coole Aktionen zu Gewinnern“. Dieses emotionale Versprechen war für Jugendliche hochrelevant, und sie waren bereit, dafür mehr zu bezahlen als für andere Jeans. Mit Verlassen dieser emotionalen Kernkompetenz wurden die Levi’s Jeans austauschbarer und bekam gravierende Umsatz- und Ertrags-Probleme. Der Levi’s-Umsatz fiel von 7,1 Mrd. US-Dollar im Jahr 1996 auf 4,1 Mrd. US-Dollar im Jahr 2003, und der Profit sank in dieser Zeit von +465 Mio. US-Dollar auf −349 Mio. US-Dollar. In jüngerer Zeit sind Jeans wieder „in“, aber nicht unbedingt Levi’s. Mittlerweile hat sich Levi’s seit 2016 wieder stark etabliert und ist besonders durch die einfachen T-Shirts mit Levi’s-Aufdruck auf der Vorderseite sehr beliebt.

### Positionierungs-Erfolg durch einen überlegenen oder anderenReason why
Häufig ist ein Wettbewerber bereits auf dem zentralen Kategorie-Nutzen in der Wahrnehmung der Konsumenten positioniert. Dennoch gibt es Chancen Marktführer zu werden: Durch einen überlegenen Reason why kann eine Marke Assoziationen im Sinne einer Ursache-Wirkungs-Kette zu ihren Gunsten verändern und den zentralen Kategorie-Nutzen dominieren.
Vielen Firmen fehlt allerdings die erforderliche Kenntnis, denn die meisten Marktanalysen und Markt-segmentationen vernachlässigen die Reason why-Ebene stark, falls diese überhaupt erhoben wird. Häufig wird der zentrale Reason why-Hebel für durchschlagenden Erfolg überhaupt nicht analysiert. Dies kann ein großer Fehler sein, wie die folgenden Beispiele exemplarisch beweisen.

#### Langnese Cremissimo
Durch eine gezielte Re-Positionierung gelang es Langnese-Speiseeis in nur drei Jahren, den Premiumeis-Marktführer Mövenpick zu überholen. Ein ungewöhnlicher Erfolg, der den fünf früheren Versuchen mit Bouquet, Langnese Superbe, Maxim's, Carte D'Or und I Cestelli 20 Jahre lang verwehrt geblieben war – trotz des Einsatzes zahlreicher Institute und Berater.
Das Erfolgsgeheimnis: Die Marke Langnese Cremissimo bietet jetzt das, was die Konsumenten wirklich wollen: Cremigkeit. Der in diesem Markt wichtigste Reason why der Cremigkeit für den Genuss-Benefit wurde emotional und rational als einzigartiges Markenversprechen dominant besetzt.

#### Landliebe: Erfolgreicher Marken-turn-around
Landliebe hatte mehrere Jahre hintereinander Umsatz verloren. Die Marke bot keine nachvollziehbaren faktischen (oder emotionalen) Vorteile, um ihren höheren Preis rechtfertigen zu können. Mit „Liebe ist, wenn es Landliebe ist“ gelang der Marken-Turn-around. Dieser Reason why „beweist“ gleichzeitig mehrere Nutzen – ebenso wie die bekannten Beispiele „Wie frisch gepresst“ oder „Die gibt der Zahnarzt seiner Familie“.
2001 stand die Marke Landliebe – nach 60 % Wachstum – besser da als jemals zuvor. Sie konnte inzwischen sogar erfolgreiche Imagetransfers in andere Märkte durchführen (z. B. Landliebe-Pudding und -Milchreis, Landkäse von Landliebe, Landliebe-Eiscreme, Landliebe-Marmelade).

### Positionierungs-Erfolg durch eine andere Kommunikation des zentralen Kategorie-Nutzens
Der Schlüssel-Benefit einer Kategorie kann auch erfolgreich anders kommunikativ aufgegriffen werden. Voraussetzung ist eine relevante, kreative und differenzierende Interpretation. Hierzu sollen Lifestyle-Ansätze als auch projektive Verfahren (wie z. B. der Limbic Emotional Explorer) wesentliche Erkenntnisse und Hilfestellungen geben können. Dieses Erfolgsrezept sei aus Platzgründen nur an Beispielen aus dem Biermarkt veranschaulicht.
Krombacher besetzt den zentralen Kategorie-Nutzen „der Natur“ und damit der Herkunft von Bier durch die entspannende See-Abbildung in perfekter Natur und löste dadurch Warsteiner als Marktführer ab.
Jever kommunizierte hingegen die Kern-Kategorie Benefit „Freiheit und Unabhängigkeit“ mit dem „fallenden Jever-Mann“. Trotz der Zuordnung in der Verbraucherwahrnehmung zum limitierten „herben“ Biersegment erzielte Jever – ohne irgendwelche Produkt- oder Produktausstattungs-Änderungen – zweistellige Absatzsteigerung im rückläufigen Biermarkt. – Bisherige Versuche, neue Spots (ohne eine ähnlich emotional richtig besetzte Szene) zu schalten führten mehrfach zu zweistelligen Absatzeinbußen. Es wurde mehrmals danach wieder der „alte“ Spot geschaltet.

### Positionierungs-Erfolg durch Besetzung des zentralen Kategorie-Nutzens in anderen Verwendungs-Situationen
Unterschiedliche Verwendungsanlässe ermöglichen es häufig, die gleichen Kategorie-Nutzen zu besetzen und dennoch psychologisch anders erlebt zu werden, weil sich die Konsumenten in einer anderen „Verfassung“ befinden. Zwei Beispiele mögen ausreichen, um diesen alternativen Weg zum Erfolg zu veranschaulichen.

#### Jules Mumm
Sekt und Champagner waren traditionell immer Produkte zur Würdigung von Personen (z. B. Geburtstag) oder Aufwertung von besonderen Situationen (z. B. Silvester). In diesen Markt stießen neue Angebote, etwa Prosecco und Cava-Schaumweine. Diese waren nicht „würdig“, aber sie wurden als moderne, alltagstaugliche Kategorie von „leichtem“ alkoholischem Getränk wahrgenommen.
Prosecco und andere „moderne“ Produkte (z. B. Freixenet) ermöglichen es, Alltagssituationen (z. B. Treffen von Freundinnen) zu überhöhen. Diese Produkte besetzen somit andere Verwendungssituationen. Damit wird aber – bei fast gleichem Produkt – eine andere Produktkategorie aufgemacht. Um diese neuen Produkte abzuwehren, wurde von Seagram (heute Rotkäppchen-Mumm Sektkellereien) eine „Line Extension“ von Mumm Sekt – Jules Mumm – in den Markt gebracht. Diese Marke nutzte das Image von Mumm, trat aber in Flaschengestaltung, Name und Kommunikation so eigenständig auf, dass eine Irritation der Konsumenten nicht zu erwarten war. Es gibt somit durchaus die Möglichkeit mit Sub-Marken, erfolgreich unterschiedliche Verwendungssituationen zu besetzen und hierdurch die Kannibalisierung niedrig zu halten. Hierdurch bedingt konnte die Gesamtmarke Mumm den höchsten Marktanteil in den letzten zehn Jahren übertreffen.

#### WD-40
WD-40 ist ein Multifunktionsöl. Es unterkriecht Feuchtigkeit und bildet einen feuchtigkeitsdichten Schutzfilm. Es breitet sich durch Kapillarwirkung schnell unter Rostschichten aus und lockert so festsitzende Teile. Diese und andere WD-40 Eigenschaften ermöglichen ein ungewöhnlich breites Einsatzspektrum. In der Ausgangslage hatte WD-40 einen Marktanteil in der Rostlöser-Kategorie von knapp 20 %, der des Marktführers Caramba war mehr als doppelt so hoch. Es wurde die erfolgreiche Anwendbarkeit von WD-40 für „1001 unterschiedliche Zwecke“ (analog den USA, wo WD-40 bereits seit langer Zeit Marktführer ist) ausgelobt. Qualitative Marktforschungs-Erkenntnisse zeigten aber, dass diese Argumentation – obwohl faktisch richtig – für Neukunden eine Zugangsbarriere darstellte – gemäß dem Motto „Wer angeblich alles kann, dem traut man nicht“. Ein herausgearbeiteter zentraler Vorteil des breiten Leistungsspektrums von WD-40 war, dass Handwerker auf mehrere teure Spezialprodukte verzichten konnten. Fünf Einsatzmöglichkeiten von WD-40 waren besonders relevant. Durch eine Umpositionierung von WD-40 als „5 Produkte in einem“ (für die wichtigsten Einsatzbereiche) auf Basis dieser neuartigen Erkenntnisse erzielte WD-40 innerhalb von nur fünf Jahren mit deutlichem Abstand die Marktführerschaft. Der WD-40-Marktanteil konnte von circa 20 % 2002 auf 56 % im Jahr 2007 gesteigert werden. Das WD-40-Absatzvolumen in der Großfläche hat sich in dieser Zeit verfünffacht. Dieser ungewöhnliche Erfolg wurde durch den Einsatz der „Signifikanzhose“ relativ genau vorhergesagt. Zudem wurde die Marktgröße deutlich ausgeweitet.

### Positionierungserfolg durch die gezielte Ansprache von Marktsegmenten
In vielen Märkten ist der zentrale Kategorie-Nutzen bereits erfolgreich besetzt und andere Verwendungssituationen sind nicht ausreichend groß für wirtschaftlichen Erfolg. Zudem lässt sich oft kein überlegener Reason Why oder Kommunikationsweg finden. Erst in dieser Situation sollten sich Markenverantwortliche die Frage stellen, wie ihre Marke optimalerweise auf einen nachgelagerten Benefit positioniert und von der Konkurrenz differenziert werden kann. Es wäre daher falsch, den Gedanken von Segmentationen oder des Nischenmarketings – wie Ehrenberg und andere dies nahelegen – völlig aufzugeben.
Die Naturgesetze Darwins gelten nach Ries auch in der Welt der Wirtschaft: Survival of the Fittest gilt auch für Marken und Produkte. Infolge des Wettbewerbs entstehen oft neue, divergente Produktkategorien oder Teilmärkte. Und sie differenzieren sich im Zeitablauf immer weiter aus. Was so einfach klingt, ist neben der dominanten Besetzung des Kategorie-Nutzens der zweite Schlüssel zur erfolgreichen Markenführung oder -bildung.
Marktsegmentationen können also nach wie vor eine Erfolg versprechende Strategie sein und sind insbesondere auch gut für Mittelständler als Nischenstrategie geeignet. Darüber hinaus sind sie bei großen Marktanteilen auch eine Möglichkeit zur (vorbeugenden) Marktverteidigung. Sie sollten aber sicherstellen, dass sich die zur Segmentierung verwendeten Kriterien auch im Kundenverhalten manifestieren und die Zielgruppen ausreichend groß für wirtschaftlichen Erfolg sein müssen.
Wenn Verbraucher mit ähnlichen verhaltensrelevanten Bedürfnis-Strukturen und Idealvorstellungen zusammen gruppiert werden, so ergeben sich zukunftsorientierte Zielgruppen-Teilmärkte mit unterschiedlichen Anforderungsprofilen. Diese Anforderungsprofile definieren die Erfolgs-Positionierung in einem Teilmarkt.

#### Beck‘s Gold
Obwohl Bier als altmodisch galt, konnte Beck’s Gold entgegen dem rückläufigen Trend Bier auch an jüngere Zielgruppen erfolgreich vermarkten. Die eingesetzten Methoden sagten den Erfolg von Beck‘s Gold bei einem Absatzvolumen von über 300.000 hl im ersten Jahr auf 1.719 hl (= 0,1 %) „genau“ vorher (mit etwas Glück). Im zweiten Jahr wurden laut Veröffentlichungen 560.000 hl abgesetzt, obwohl die ganze Bierbranche noch immer einen Flop erwartete. Erst im dritten Jahr wurden viele me toos eingeführt. Dennoch konnte Beck’s Gold seinen Absatz auf über 700.000 hl steigern. Auch mit anderen Biermischgetränken konnte die Brauerei Beck's gute Verkaufszahlen verbuchen.

#### Wrigley’s Extra
Bis zum Markteintritt von Wrigley’s Extra zu Beginn der 1990er Jahre war das Kauen von Kaugummi in der Öffentlichkeit für Erwachsene spätestens ab Berufseintritt tabu. In qualitativen Analysen und Marktsegmentationen wurden die Hemmschwellen für dieses Verhalten sowie die emotionalen und rationalen Verwendungsgründe ermittelt. Auf Basis dieser Erkenntnisse wurde Wrigley’s Extra als Zahnpflege-Kaugummi positioniert, das nicht nur gut schmeckt, sondern auch Karies vorbeugt. Mit dieser innovativen Positionierung ist es der Marke gelungen, den zentralen (emotionalen und faktischen) Verwendungsgrund für das ganze Marktsegment so eindeutig an sich zu binden, dass für Wettbewerber kaum noch Platz blieb. Wrigley’s Extra hat auch nach 14 Jahren über 90 % Segmentanteil (= 21 % in der deutschen Kaugummikategorie des Süßwarenmarktes). Der Kaugummi-Konsum in höheren Altersgruppen wurde deutlich gesteigert und neue Zielgruppen überzeugt. Diese Innovation ging von Deutschland aus und wurde auch international ein großer Erfolg.
Andere Kaugummi-Marken von Wrigley’s bieten eine Reihe weiterer einzigartiger Benefits an, die beispielsweise Atemfrische, Gedächtnis- und Konzentrations-Steigerung, Stress-Reduzierung, Unterstützung beim Aufhören zu Rauchen und Snack-Vermeidung umfassen.

## Positionierung im Rahmen der Integrierten Kommunikation
Im Modell der Integrierten Unternehmenskommunikation nach Manfred Bruhn stellt die Positionierung der (profit oder non-profit) Unternehmung den zweiten von insgesamt acht Schritten dar. Die Positionierung erfolgt vor Definition der Zielgruppen und gilt für sämtliche Zielgruppen. Die Zielgruppen-spezifischen Botschaften dürfen der Positionierung keinesfalls widersprechen.